# Книги царів
Книга Царів — книга Старого Завіту Біблії та Танаху.

## Історичне тло написання книг
Після двох книг Самуїла у Старому Завіті йдуть дві книги Царів. У книгах Самуїла започатковано історію єврейської монархії, тоді як у книгах Царів оповідається про її послідовний розвиток, розпад і занепад.
Увесь час (близько 400 років) панування царів в історії вибраного народу можна поділити на 3 періоди:
1. царювання Соломона 973–922 р. до н. е.
2. розпад царства — аж до здобуття Самарії, столиці Ізраїля, Салманассаром V та Саргоном II, 721 р. до н. е.
3. історія малого царства Юди — аж до падіння Єрусалима за Навуходоносора, 587 р. до н. е.

Книги Царів — анонімний твір. Приписування їх пророкові Єремії безпідставне. Книги виникали поступово, кожне наступне видання включало нові традиції та оповідання. Перше видання Книг ймовірно з'явилося після смерті Йосії під Меґіддо, і його метою було ствердити, що всі лиха народу — від того, що він забув закони Мойсея. Остання редакція була зроблена під час неволі або ж невдовзі після неї.
У двох книгах Царів автор описує не тільки історію кожного царя, але й історію релігії, зокрема збереження чистого монотеїзму. Оцінку кожному цареві дано з погляду його ставлення до правдивої віри та культу єдиного Господа. Поділ на дві книги випливає із традиції Септуагінти і можливо пов’язане просто із довжиною зшитка тексту. Перекладені грецькі тексти через побудову речень займають більше місця, ніж єврейський текст (коротші слова, без голосних букв).

## Книга Царів
- Перша книга царів
- Друга книга царів